# Campionati del mondo di canottaggio 2015

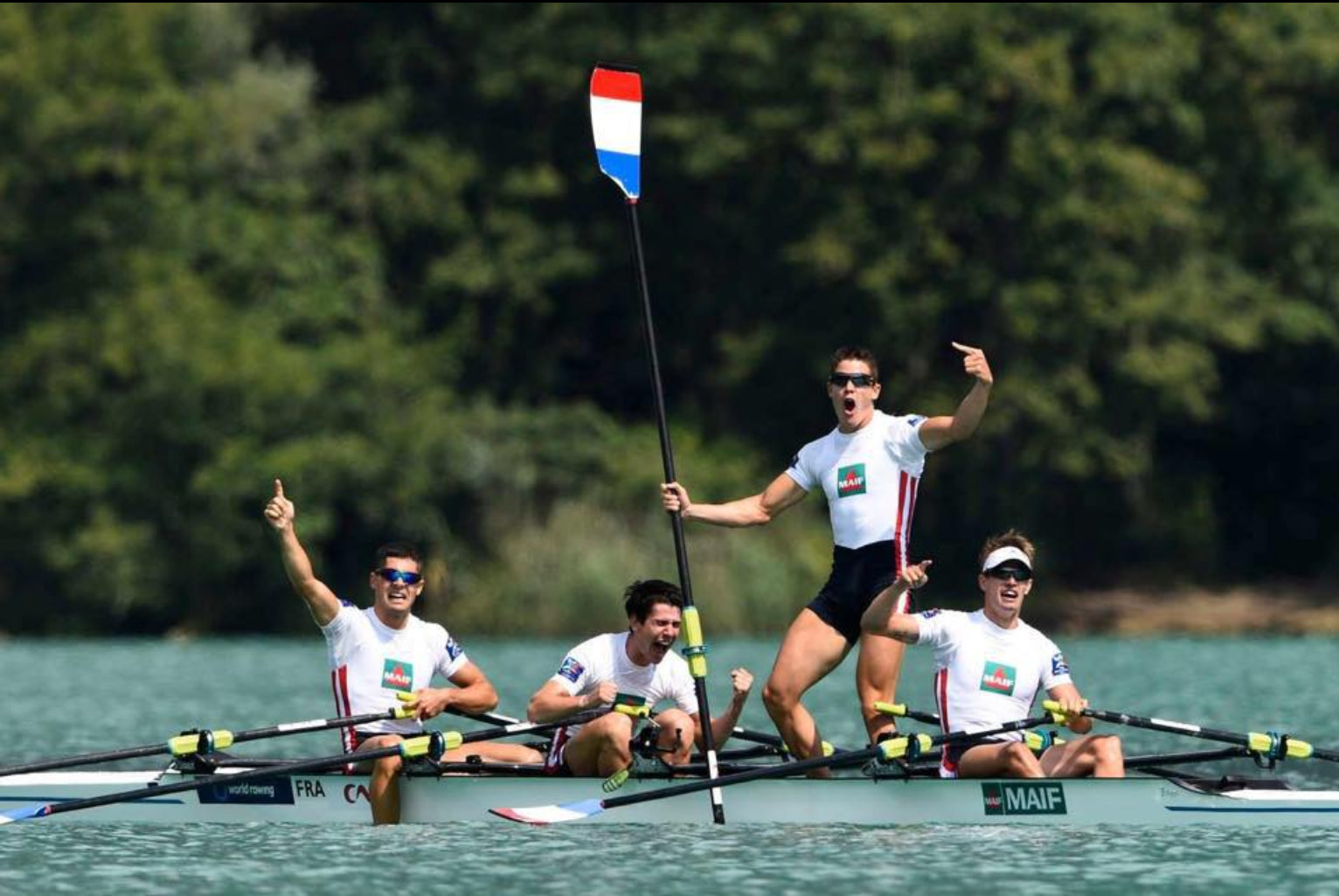

I Campionati del mondo di canottaggio 2015 si sono svolti tra il 30 agosto e il 6 settembre 2015 al Lago di Aiguebelette ad Aiguebelette-le-Lac, in Francia.

## Podi

### Uomini
| Evento                         | Oro | Tempo   | Argento | Tempo   | Bronzo | Tempo   |
| Singolo                        | Ondřej Synek | 6'54"76 | Mahé Drysdale | 6'55"10 | Mindaugas Griškonis | 6'57"64 |
| Due senza                      | Nuova Zelanda Eric Murray Hamish Bond | 6'15"83 | Gran Bretagna James Foad Matthew Langridge | 6'22"35 | Serbia Miloš Vasić Nenad Beđik | 6'25"36 |
| Due con                        | Gran Bretagna Nathaniel Reilly-O'Donnell Matthew Tarrant Henry Fieldman                                                                            | 6'51"31 | Germania Jakob Schneider Clemens Ernsting Jonas Wiesen                                                                                                   | 6'57"36 | Serbia Viktor Pivač Martin Mačković Luka Mladenović                                                                                                 | 6'59"53 |
| Due di coppia                  | Croazia Martin Sinković Valent Sinković | 6'03"33 | Lituania Rolandas Maščinskas Saulius Ritter | 6'05"31 | Nuova Zelanda Robert Manson Christopher Harris | 6'06"73 |
| Quattro senza                  | Italia Marco Di Costanzo Matteo Castaldo Matteo Lodo Giuseppe Vicino                                                                               | 5'46"78 | Australia Will Lockwood Spencer Turrin Joshua Dunkley-Smith Alexander Hill                                                                               | 5'48"74 | Gran Bretagna Scott Durant Alan Sinclair Tom Ransley Stewart Innes                                                                                  | 5'49"00 |
| Quattro di coppia              | Germania Philipp Wende Karl Schulze Lauritz Schoof Hans Gruhne                                                                                     | 5'53"22 | Australia David Crawshay Karsten Forsterling Cameron Girdlestone David Watts                                                                             | 5'54"75 | Estonia Andrei Jämsä Allar Raja Tõnu Endrekson Kaspar Taimsoo                                                                                       | 5'56"34 |
| Otto                           | Gran Bretagna Matthew Gotrel Constantine Louloudis Pete Reed Paul Bennett Moe Sbihi Alex Gregory George Christopher Nash William Satch Phelan Hill | 5'24"11 | Germania Maximilian Munski Malte Jakschik Maximilian Reinelt Eric Johannesen Anton Braun Felix Drahotta Richard Schmidt Hannes Ocik Martin Sauer         | 5'36"36 | Paesi Bassi Dirk Uittenbogaard Boaz Meylink Kaj Hendriks Boudewijn Röell Olivier Siegelaar Tone Wieten Mechiel Versluis Robert Lücken Peter Wiersum | 5'38"09 |
| Singolo pesi leggeri           | Adam Ling | 6'53"80 | Rajko Hrvat | 6'54"59 | Miloš Stanojević | 6'55"88 |
| Due senza pesi leggeri         | Gran Bretagna Joel Cassells Sam Scrimgeour | 6'29"40 | Francia Augustin Mouterde Théophile Onfroy | 6'32"02 | Germania Jonas Kilthau Matthias Arnold | 6'34"53 |
| Due di coppia pesi leggeri     | Francia Stany Delayre Jérémie Azou | 6'13"38 | Gran Bretagna Will Fletcher Richard Chambers | 6'15"15 | Norvegia Kristoffer Brun Are Strandli | 6'15"52 |
| Quattro senza pesi leggeri     | Svizzera Lucas Tramèr Simon Schürch Simon Niepmann Mario Gyr                                                                                       | 5'55"31 | Danimarca Kasper Winther Jens Vilhelmsen Jacob Barsøe Jacob Larsen                                                                                       | 5'57"58 | Francia Franck Solforosi Thomas Baroukh Thibault Colard Guillaume Raineau                                                                           | 5'58"22 |
| Quattro di coppia pesi leggeri | Francia Maxime Demontfaucon Damien Piqueras Pierre Houin Morgan Maunoir                                                                            | 5'48"50 | Germania Roman Acht Daniel Lawitzke Philipp Grebner Jonathan Rommelmann                                                                                  | 5'48"81 | Danimarca Emil Espensen Andrej Bendtsen Mathias Larsen Oscar Petersen                                                                               | 5'50"41 |
| Otto pesi leggeri              | Germania Tobias Schad Simon Barr Torben Neumann Florian Roller Tobias Franzmann Stefan Wallat Claas Mertens Can Temel Felix Heinemann              | 5'38"92 | Francia Gaël Chocheyras Alexis Guerinot Clément Duret Thibault Lecomte Clément Fonta Vincent Cavard Clément Roulet-Dubonnet Fabrice Moreau Thibaut Hacot | 5'40"14 | Stati Uniti Tobin McGee John Devlin Christopher Lambert Peter Schmidt Phillip Henson Alex Twist David Smith Matthew Lenhart John Carlson            | 5'34"20 |

### Donne
| Evento                         | Oro | Tempo   | Argento | Tempo   | Bronzo | Tempo   |
| Singolo                        | Kim Crow | 7'38"92 | Miroslava Knapková | 7'41"88 | Jingli Duan | 7'43"21 |
| Due senza                      | Gran Bretagna Helen Glover Heather Stanning | 6'52"99 | Nuova Zelanda Grace Prendergast Kerri Gowler                                                                                            | 6'56"75 | Stati Uniti Felice Mueller Eleanor Logan | 7'00"55 |
| Due di coppia                  | Nuova Zelanda Eve MacFarlane Zoe Stevenson | 6'45"09 | Grecia Aikaterini Nikolaidou Sofia Asoumanaki                                                                                           | 6'46"51 | Germania Julia Lier Mareike Adams | 6'47"19 |
| Quattro senza                  | Stati Uniti Kristina O'Brien Grace Latz Adrienne Martelli Grace Luczak                                                                          | 6'25"22 | Gran Bretagna Rebecca Chin Karen Bennett Lucinda Gooderham Holly Norton                                                                 | 6'31"52 | Cina Yin Dameng Cheng Wenjing Yi Liqin Yu Jing | 6'35"56 |
| Quattro di coppia              | Stati Uniti Amanda Elmore Tracy Eisser Megan Kalmoe Olivia Coffey                                                                               | 6'27"07 | Germania Annekatrin Thiele Carina Bär Marie-Cathérine Arnold Lisa Schmidla                                                              | 6'28"41 | Paesi Bassi Nicole Beukers Chantal Achterberg Inge Janssen Carline Bouw                                                                                      | 6'29"69 |
| Otto                           | Stati Uniti Victoria Opitz Meghan Musnicki Amanda Polk Lauren Schmetterling Emily Regan Kerry Simmonds Tessa Gobbo Heidi Robbins Katelin Snyder | 6'05"65 | Nuova Zelanda Kayla Pratt Emma Dyke Ruby Tew Kelsey Bevan Grace Prendergast Kerri Gowler Genevieve Behrent Rebecca Scown Frances Turner | 6'08"52 | Canada Lisa Roman Cristy Nurse Jennifer Martins Ashley Brzozowicz Christine Roper Susanne Grainger Natalie Mastracci Lauren Wilkinson Lesley Thompson-Willie | 6'09"05 |
| Singolo pesi leggeri           | Zoe McBride | 7'32"45 | Imogen Walsh | 7'33"99 | Kathleen Bertko | 7'34"58 |
| Due di coppia pesi leggeri     | Nuova Zelanda Sophie Mackenzie Julia Edward | 6'53"01 | Gran Bretagna Katherine Copeland Charlotte Taylor                                                                                       | 6'54"22 | Sudafrica Ursula Grobler Kirsten McCann | 6'55"79 |
| Quattro di coppia pesi leggeri | Germania Katrin Thona Leonie Pieper Lena Müller Anja Noske                                                                                      | 6'25"10 | Gran Bretagna Brianna Stubbs Ruth Walczak Emily Craig Eleanor Piggott                                                                   | 6'27"07 | Paesi Bassi Anne Marie Schonk Mirte Kraaijkamp Elisabeth Woerner Marie-Anne Frenken                                                                          | 6'28"27 |

### Gare paralimpiche
| Evento                               | Oro                                                                         | Tempo   | Argento                                                                                   | Tempo   | Bronzo                                                                          | Tempo   |
| Singolo maschile                     | Erik Horrie                                                                 | 4'45"55 | Tom Aggar                                                                                 | 4'51"09 | Igor Bondar                                                                     | 4'51"70 |
| Singolo femminile                    | Moran Samuel                                                                | 5'25"92 | Rachel Morris                                                                             | 5'27"02 | Birgit Skarstein                                                                | 5'31"94 |
| Due di coppia misto                  | Australia Gavin Bellis Kathryn Ross                                         | 4'03"51 | Gran Bretagna Laurence Whiteley Lauren Rowles                                             | 4'04"03 | Francia Perle Bouge Stephane Tardieu                                            | 4'06"08 |
| Quattro di coppia misto pesi leggeri | Gran Bretagna Grace Clough Daniel Brown Pamela Relph James Fox Oliver James | 3'19"56 | Stati Uniti Jaclyn Smith Danielle Hansen Zachary Burns Richard Vandegrift Jennifer Sichel | 3'19"82 | Canada Victoria Nolan Veronique Boucher Curtis Halladay Andrew Todd Kristen Kit | 3'27"38 |

## Medagliere
| Pos.   | Paese         | Oro | Argento | Bronzo | Totale |
| ------ | ------------- | --- | ------- | ------ | ------ |
| 1      | Gran Bretagna | 5   | 9       | 1      | 15     |
| 2      | Nuova Zelanda | 5   | 3       | 1      | 9      |
| 3      | Germania      | 3   | 4       | 2      | 9      |
| 4      | Australia     | 3   | 2       | 0      | 5      |
| 5      | Stati Uniti   | 3   | 1       | 3      | 7      |
| 6      | Francia       | 2   | 2       | 2      | 6      |
| 7      | Rep. Ceca     | 1   | 1       | 0      | 2      |
| 8      | Italia        | 1   | 0       | 0      | 1      |
| 8      | Croazia       | 1   | 0       | 0      | 1      |
| 8      | Israele       | 1   | 0       | 0      | 1      |
| 8      | Svizzera      | 1   | 0       | 0      | 1      |
| 12     | Danimarca     | 0   | 1       | 1      | 2      |
| 12     | Lituania      | 0   | 1       | 1      | 2      |
| 14     | Grecia        | 0   | 1       | 0      | 1      |
| 14     | Slovenia      | 0   | 1       | 0      | 1      |
| 16     | Paesi Bassi   | 0   | 0       | 3      | 3      |
| 16     | Serbia        | 0   | 0       | 3      | 3      |
| 18     | Canada        | 0   | 0       | 2      | 2      |
| 18     | Cina          | 0   | 0       | 2      | 2      |
| 18     | Norvegia      | 0   | 0       | 2      | 2      |
| 21     | Estonia       | 0   | 0       | 1      | 1      |
| 21     | Sudafrica     | 0   | 0       | 1      | 1      |
| 21     | Ucraina       | 0   | 0       | 1      | 1      |
| Totale | Totale        | 26  | 26      | 26     | 78     |